# Giovanni Gravenbeek
Giovanni Gravenbeek (Utrecht, 11 maggio 1988) è un ex calciatore olandese, di ruolo difensore.

## Carriera
Ha giocato nel Vitesse nella stagione 2009-2010 ed ha giocato 9 partite senza mai segnare. Dal 2010 al 2012 è stato un giocatore del Willem II.

## Palmarès

### Club

#### Competizioni nazionali
- Eerste Divisie: 2

PEC Zwolle: 2011-2012}
N.E.C.: 2014-2015
- Coppa dei Paesi Bassi: 1

PEC Zwolle: 2013-2014